# VP Records
La VP Records è un'etichetta discografica statunitense, con sede nel quartiere di Queens, a New York. L'etichetta è conosciuta per le produzioni di cantanti caraibici, specialmente del genere reggae.

## La storia
VP Records venne fondata nel 1979 da Vincent "Randy" Chin e da sua moglie Patricia Chin. Quando, verso la metà degli anni settanta, la coppia si spostò da Kingston a New York, aprì un negozio di dischi chiamato proprio VP Records, nel Queens. Dato il successo del negozio, nel 1993 lo stesso venne trasformato in un'etichetta indipendente, che ha per nome le iniziali dei due fondatori, la V e la P.

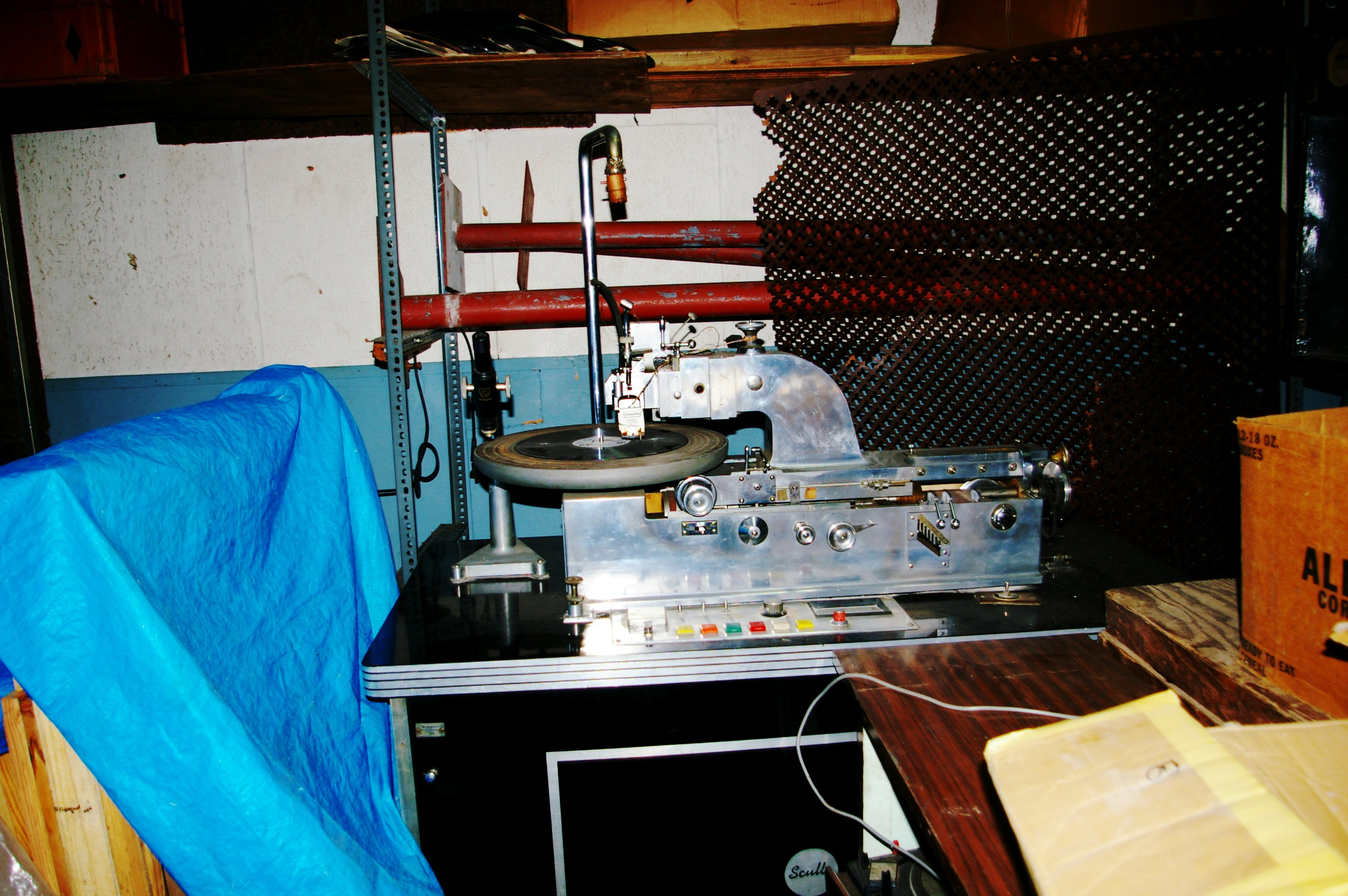
Macchinario per incidere vinili, nel retro del negozio originario della VP records

L'etichetta si afferma subito come una delle più grandi case discografiche indipendenti specializzate nel genere reggae, e, con il successo del suono riddim negli anni 2000, la casa si afferma a livello mondiale, annoverando tra i suoi artisti cantanti come Sean Paul e Shaggy. Alla casa discografica è anche riconosciuto il merito di aver portato al successo Elephant Man, attualmente tra i più accreditati cantanti reggae e dancehall di tutto il mondo. L'etichetta ha coniato il motto "Miles Ahead in Reggae Music", ossia "Miglia avanti nella musica reggae", per far intendere che l'etichetta si considera il futuro del genere.
L'etichetta è attualmente gestita dai figli di Vincent Chin, Randy e Christopher, con la collaborazione di Patricia.

## Artisti
- Alaine
- Alborosie
- Assassin
- Baby Stoosh
- Beenie Man
- Beres Hammond
- Bounty Killer
- Buju Banton
- Bunji Garlin
- Capleton
- Channel One Studios
- Cocoa Tea
- Elephant Man
- Etana
- Freddie McGregor
- Gyptian
- I Wayne
- Jah Cure
- Jamelody
- K-Salaam
- Lady Saw
- Luciano
- Mad Cobra
- Marcia Griffiths
- Mavado
- Mikey Spice
- Morgan Heritage
- Mr. Vegas
- Richie Spice
- Sanchez
- Sean Paul
- Shaggy
- Spice
- T.O.K.
- Tanto Metro & Devonte
- Tanya Stephens
- Tony Matterhorn
- Voice Mail
- Wayne Wonder

## Artisti precedenti
- Dennis Brown
- Garnet Silk
- Machel Montano
- Shabba Ranks
- Super Cat
- Yellowman